# Verbivka, Antrațît
Verbivka (în ucraineană Вербівка) este un sat în comuna Rebrîkove din raionul Antrațît, regiunea Luhansk, Ucraina.

## Demografie
Componența lingvistică a localității Verbivka
     Ucraineană (98,45%)
     Rusă (1,55%)
Conform recensământului din 2001, majoritatea populației localității Verbivka era vorbitoare de ucraineană (98,45%), existând în minoritate și vorbitori de rusă (1,55%).